# Elbit Hermes 900
El Elbit Systems Hermes 900 es un vehículo aéreo no tripulado (UAV, del inglés Unmanned Aerial Vehicle) de tamaño medio, de múltiples usos, fabricado en Israel y diseñado para desarrollar misiones tácticas de media altitud y gran autonomía (MALE, del inglés Medium-Altitude Long-Endurance). Tiene una autonomía de más de 30 horas, puede volar a una altitud máxima de 30 000 pies (9144 m), y su misión principal es de reconocimiento, vigilancia y retransmisor de comunicaciones. El Hermes 900 tiene una envergadura alar de 15 metros y pesa 970 kilos (peso máximo al despegue), con una capacidad de llevar una carga útil de 300 kilos. Estas pueden incluir una variedad como electro ópticas, imagen IR, fijación de objetivos por láser, sistemas, SAR / GMTI, Comint DF y ELINT. Posee doble sistema de cifrado de los datatlink (LOS), así como para la comunicación vía (Beyond Line of Sight), BLOS, entre otras características.
El Hermes 900 es un desarrollo entre el Hermes 450 y 1500 y cuenta con 200.000 horas de vuelo en operaciones acumuladas en varios escenarios alrededor del mundo. Sus capacidades pueden ser útiles tanto para misiones de Homeland Security como militares, y puede equiparse con variedad de sensores avanzados según los requerimientos de los clientes.

## Operadores
- Israel

En mayo de 2010, Elbit anunció que había ganado un contrato de tres años por un valor de US$50 millones para entregar el Hermes 900 a la Fuerza Aérea Israelí (IAF). El Hermes 900 es totalmente interoperable con los UAV Elbit Hermes 450, con los cuales adicionalmente tienen requerimientos de mantenimiento compatibles, los Hermes 450 ya se encontraban en servicio con la IAF.
- Brasil

La Fuerza Aérea Brasileña opera 3 Hermes 900 junto con el Hermes 450 y IAI Heron. En fines de 2021 la FAB ha firmado contrato para más 2 aeronaves.
- Chile

5 Elbit Hermes 900 En julio de 2011, Elbit informó que la primera venta de exportación del UAV Hermes 900 fue realizada a la Fuerza Aérea de Chile. La elección chilena resultó de una evaluación de dos clases de UAV. En el extremo superior estaban el Elbit Hermes 900 y el IAI Heron. En el extremo más bajo (táctico) estaban el Elbit Hermes 450 y el ADS Aerostar de Aeronautics Defense Systems. La FACH compró 5 unidades.
- Colombia

En agosto de 2012, Elbit ganó un contrato multimillonario en dólares para proporcionar una flota mixta de Hermes 900 y Hermes 450 a Colombia.
- México

En enero de 2012, Elbit anunció que le había sido otorgado un contrato por USD$50 millones para proporcionar dos sistemas Hermes 900 para un cliente no citado localizado "en América", que más tarde fue revelado que era la Policía Federal Mexicana.
- Suiza 6  "ADS15" Hermes 900 para 2019

## Especificaciones
Referencia datos: Primer vuelo del UAV Elbit Systems Hermes 900. (en inglés)

### Características generales
- Tripulación: 2 en tierra
- Capacidad: 300 kilos
- Longitud: 8,3 metros
- Envergadura: 15 metros
- Peso máximo al despegue: 1100 kilos
- Planta motriz: 1× Motor de cuatro cilindros Rotax 914.
- Hélices: 1× bipala por motor.

### Rendimiento
- Velocidad nunca excedida (Vne): 220 km/h (137 MPH; 119 kt)
- Velocidad crucero (Vc): 112 km/h (70 MPH; 60 kt)
- Alcance: 36 horas
- Techo de vuelo: 9144 m (30 000 ft)